# NTT Data España
NTT DATA España, antigua everis, es una empresa española, con sede en Madrid, especializada en la consultoría tecnológica.
Está presente en los sectores de las telecomunicaciones, instituciones financieras, industria, servicios públicos y energía, banca, seguros y administraciones públicas; cuenta con más de 20.000 empleados.

## Historia
La empresa nació en 1996, con el nombre "DMR Consulting", abriendo sus primeras oficinas españolas en Madrid y Barcelona. Entre 1998 y 1999 se inició la expansión internacional del grupo con la apertura de las primeras oficinas fuera de España, en Santiago de Chile y en Lisboa. Esta expansión continuó en 2000 con oficinas en Milán y en Buenos Aires. En 2001 se produjo la consolidación de actividades en todos los sectores y se abrieron oficinas en São Paulo, México, D.F., Roma y Sevilla.
En 2004, DMR Consulting adquirió la empresa a Fujitsu con el apoyo de Apax y FManagers. En 2005 se canceló la deuda contraída con Fujitsu y se abrió la oficina de Valencia. En 2006, DMR Consulting pasó a llamarse everis. Se abrieron oficinas en Bogotá y en La Coruña. En diciembre, los trabajadores de everis tomaron el control del 100% de la empresa. En ese mismo año, everis incorporó al fondo de inversión 3i, a Landon Corporate Group y a un grupo minoritario de pequeños accionistas como nuevos socios de inversión.
En 2008 se trasladan las oficinas de Madrid (La Finca, en Pozuelo de Alarcón, y Cuzco, en Madrid) a la nueva sede en el barrio madrileño de Virgen del Cortijo. Ese mismo año se inauguraron oficinas en La Coruña y en Bilbao, así como el nuevo Centro de Excelencia para el desarrollo de software, en Mataró, especializado en el desarrollo y mantenimiento de aplicaciones informáticas.
En octubre de 2021, la histórica everis anunció que cambiaba su marca por NTT DATA. La compañía japonesa, propietaria de everis desde el año 2014, era la sexta empresa de servicios de tecnologías de la información del mundo, presente en más de 50 países y formada por cerca de 190.000 empleados.